# Max Krause (Politiker, 1859)
Karl Albert Max Krause (* 15. Juli 1859 in Dawillen bei Memel; † 19. April 1934 in Berlin-Lichterfelde) war ein deutscher Landwirt und Gutsbesitzer sowie Mitglied des Deutschen Reichstags.

## Leben
Krause besuchte von 1866 bis 1876 die Gymnasien in Memel, Königsberg und Berlin (Kölnisches Gymnasium, 1869–1875). Er widmete sich nach Abgang von der Schule der Landwirtschaft in verschiedenen Gütern der Provinz Ostpreußen und war ab 1887 Gutsbesitzer in Dawillen. Weiter war er Hauptmann der Reserve des Infanterie-Regiments von Boyen (5. Ostpreußisches) Nr. 41. Ab 1890 war er Amtsvorsteher, Standesbeamter und Kreistagsmitglied für den Bezirk Dawillen. Außerdem war er Beiratsmitglied der landwirtschaftlichen Darlehnskassen für die Provinz Ostpreußen. Er war Inhaber der Landwehr-Dienstauszeichnung I. und II. Klasse.
Von 1898 bis 1908 war Krause Mitglied des Preußischen Abgeordnetenhauses und von 1903 bis 1907 Mitglied des Deutschen Reichstags für den Wahlkreis Reichstagswahlkreis Regierungsbezirk Königsberg 1) und die Deutschkonservative Partei.